# Paavo-Nurmi-Stadion
Das Paavo-Nurmi-Stadion (finnisch Paavo Nurmen stadion) ist ein Fußballstadion mit einer achtspurigen Leichtathletikanlage in der finnischen Stadt Turku. Es bietet für 13.000 Zuschauer Platz und wird vorwiegend für Fußballspiele und Leichtathletikwettkämpfe genutzt.

## Geschichte
Das Stadion ist nach dem 1973 verstorbenen finnischen Ausnahmeläufer Paavo Nurmi benannt. Die Umbenennung wurde nach Renovierungsarbeiten am 13. Juni 1997 zu dessen 100. Geburtstag von seiner Geburtsstadt Turku vorgenommen. Das alte Stadion war in den 1890er Jahren beim Bau des Sports Park Turku (finnisch Turun Urheilupuisto) in der Stadt angelegt worden. Im Jahr 1957 fanden zu Ehren von Nurmis 60. Geburtstag das erste Mal die Paavo Nurmi Games statt. Seither wird die Leichtathletikveranstaltung jährlich im Nurmi-Stadion ausgetragen. Seit 2017 gehört die Sportveranstaltung zur IAAF World Challenge. Die nächsten Paavo Nurmi Games sollen am 13. Juni 2017 stattfinden.
In dem Stadion wurden 20 Weltrekorde aufgestellt: John Landy auf den 1500 m und beim Meilenlauf (1954), Paavo Nurmi über die 3000 m (1922), Emil Zátopek (1950) und Ron Clarke (1965) bei den 10.000 m, Viljo Heino beim Stundenlauf (1945) und den 20 km (1949), Matti Järvinen im Speerwurf (1932) und Charles Hoff im Stabhochsprung (1925).